# Helen Stephens
Helen Herring Stephens (Fulton, 3 februari 1918 - St. Louis, 17 januari 1994) was een Amerikaans atlete, die zich had toegelegd op de sprint. Zij nam eenmaal deel aan de Olympische Spelen en veroverde bij die gelegenheid twee gouden medailles.

## Loopbaan
Stephens won tijdens de Olympische Zomerspelen 1936 de gouden medaille op de 100m en met de Amerikaanse 4x100m ploeg.

## Titels
- Olympisch kampioen 100 m - 1936
- Olympisch kampioen 4 × 100 m estafette - 1936

## Persoonlijk record
| Onderdeel | Prestatie | Datum | Plaats |
| --------- | --------- | ----- | ------ |
| 100m      | 11,5      | 1936  |        |

## Belangrijkste prestaties

### 100 m
| Jaar | Wedstrijd | Plaats | tijd |
| ---- | --------- | ------ | ---- |
| 1936 | OS        | Goud   | 11,5 |

### 4 x 100 m
| Jaar | Wedstrijd | Plaats | tijd |
| ---- | --------- | ------ | ---- |
| 1936 | OS        | Goud   | 46,9 |

1928: Betty Robinson ·
1932: Stanisława Walasiewicz ·
1936: Helen Stephens ·
1948: Fanny Blankers-Koen ·
1952: Marjorie Jackson ·
1956: Betty Cuthbert ·
1960: Wilma Rudolph ·
1964: Wyomia Tyus ·
1968: Wyomia Tyus ·
1972: Renate Stecher ·
1976: Annegret Richter ·
1980: Ljoedmila Kondratjeva ·
1984: Evelyn Ashford ·
1988: Florence Griffith-Joyner ·
1992: Gail Devers ·
1996: Gail Devers ·
2000: onbepaald ·
2004: Joelija Nestsjarenka ·
2008: Shelly-Ann Fraser-Pryce ·
2012: Shelly-Ann Fraser-Pryce ·
2016: Elaine Thompson ·
2020: Elaine Thompson-Herah ·
2024: Julien Alfred
1928: Rosenfeld, Smith, Bell, Cook ·
1932: Carew, Furtsch, Rogers, Von Bremen ·
1936: Bland, Rogers, Robinson, Stephens ·
1948: Stad-de Jong, Witziers-Timmer, van der Kade-Koudijs, Blankers-Koen ·
1952: Faggs, Jones, Moreau, Hardy ·
1956: Strickland, Croker, Mellor, Cuthbert ·
1960: Hudson, Williams, Jones, Rudolph ·
1964: Ciepły, Kirszenstein, Górecka, Kłobukowska ·
1968: Ferrell, Bailes, Netter, Tyus ·
1972: Krause, Mickler-Becker, Richter, Rosendahl ·
1976: Oelsner, Stecher, Bodendorf, Eckert ·
1980: Müller, Wöckel, Auerswald, Göhr ·
1984: Brown, Bolden, Cheeseborough, Ashford ·
1988: Brown, Echols, Griffith-Joyner, Ashford ·
1992: Ashford, Jones, Guidry, Torrence ·
1996: Devers, Miller, Gaines, Torrence ·
2000: Fynes, Sturrup, Davis, Ferguson ·
2004: Lawrence, Simpson, Bailey, Campbell ·
2008: Borlée, Mariën, Ouédraogo, Gevaert ·
2012: Madison, Felix, Knight, Jeter ·
2016: Madison, Felix, Gardner, Bowie ·
2020: Williams, Thompson-Herah, Fraser-Pryce, Jackson ·
2024: Jefferson, Terry, Thomas, Richardson
- Gemeinsame Normdatei: 129894893
- World Athletics: 14557982
- International Standard Name Identifier: 0000 0000 3513 3437
- Library of Congress Control Number: n2004100162
- Virtual International Authority File: 20775271
- WorldCat: E39PBJvMCrCrWFF4t6hH3CrDv3